# Frans Gunnar Bengtsson
Frans Gunnar Bengtsson, švedski romanopisec, esejist, pesnik in biograf, * 4. oktober 1894, Tåssjö (danes v občini Anhelmholm), grofija Skåne, † 19. december 1954, dvorec Ribbingsfors, severni Västergötland.

## Literarna kariera
Bengtsson je začel kot pesnik s prvo zbirko Tärningskast (Vrži kocke), objavljeno leta 1923. Leta 1929 je izdal esejistično zbirko z naslovom Litteratörer och Militärer (Pisatelji in bojevniki) s prispevki o literatih Francoisu Villonu, Walterju Scottu, Josephu Conradu in Stonewallu Jacksonu. V svojih esejih se Bengtsson večinoma ukvarja z literarnimi in zgodovinskimi temami. Izbor njegovih esejev je bil preveden v angleščino leta 1950 in objavljen pod naslovom A Walk to the Ant Hill and Other Essays (Sprehod do mravljišča in drugi eseji).
Njegova biografija o švedskem kralju Karlu XII (1932) je njegov opus magnum. Z izvlečki iz sodobnih dnevnikov ter iz bogastva citatov v objavljeni literaturi opisuje kralja častnikov in navadnih vojakov. Delo Bengtssona močno temelji na biografiji Karla XII, ki jo je Voltaire objavil leta 1731, trinajst let po kraljevi smrti.
Kasneje je Bengtsson postal znan po svojem romanu, vikinški sagi Röde Orm (Dolge ladje), ki je bil objavljen v dveh delih v letih 1941 in 1945. Heroj Orm, pozneje imenovan Röde Orm zaradi rdeče brade, je bil ugrabljen kot deček na tovorni ladji in vodi vznemirljivo življenje na območju Sredozemlja okoli leta 1000. Po romanu Dolge ladje so kasneje posneli film.
Bengtsson je nekoč rekel: »Ivana Orleanska, Karel XII in Garibaldi so osebe, ki bi jih želel spoznati - za njih je bila resnica pomembnejša od spletk«."

## Osebno življenje
Bengtsson se je leta 1939 poročil z Gerdo Fineman. Od leta 1912 je študiral na Univerzi v Lundu, kjer je leta 1930 diplomiral iz angleške književnosti.